# Cantón de Les Pennes-Mirabeau
El cantón de Les Pennes-Mirabeau era una división administrativa francesa, que estaba situada en el departamento de Bocas del Ródano y la región de Provenza-Alpes-Costa Azul.

## Composición
El cantón estaba formado por tres comunas:
- Cabriès
- Les Pennes-Mirabeau
- Septèmes-les-Vallons

## Supresión del cantón de Les Pennes-Mirabeau
En aplicación del Decreto n.º 2014-271 de 27 de febrero de 2014, el cantón de Les Pennes-Mirabeau fue suprimido el 29 de marzo de 2015 y sus 3 comunas pasaron a formar parte; dos del nuevo cantón de Gardanne y una del nuevo cantón de Vitrolles.